# Résolution 951 du Conseil de sécurité des Nations unies
Membres permanents
- Chine
- États-Unis
- France
- Royaume-Uni
- Russie

Membres non permanents
- Argentine
- Brésil
- Djibouti
- Espagne
- Nigéria
- Nouvelle-Zélande
- Oman
- Pakistan
- République tchèque
- Rwanda

Résolution no 950 Résolution no 952
La résolution 951 du Conseil de sécurité des Nations Unies, a été adoptée sans vote le 21 octobre 1994. Après avoir constaté le décès du juge de la Cour internationale de Justice (CIJ) Nikolai Konstantinovitch Tarassov le 28 septembre 1994, le Conseil de sécurité a décidé que les élections au poste vacant à la CIJ auraient lieu lieu le 26 janvier 1995 au Conseil de sécurité et lors d'une réunion de l'Assemblée générale lors de sa 49e session.
Tarassov, diplomate russe, était membre de la cour depuis 1985. Son mandat devait expirer en février 1997. 

## Voir également
- Liste des juges à la Cour internationale de justice